# Max-Eyth-Schule Dreieich
Die Wurzeln der Max-Eyth-Schule reichen bis ins Jahr 1877 zurück. Die nach dem Schriftsteller und Ingenieur Max Eyth benannte berufliche Schule Max-Eyth-Schule in Dreieich hat aktuell 2150 Schülerinnen und Schüler. 

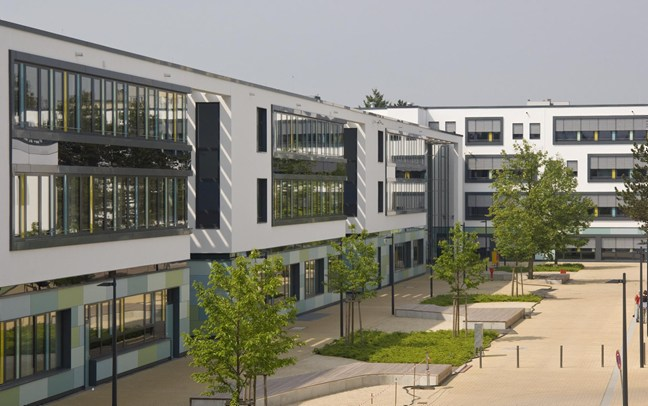
Max-Eyth-Schule

## Geschichte
Nach dem Zweiten Weltkrieg wurde sie 1946 wiedereröffnet und zog 1965 in einen Neubau in Sprendlingen um. Der erste Jahrgang des Beruflichen Gymnasiums wurde 1974 eingeschult. Drei Jahre später folgten die ersten Klassen der Berufsfachschule.
Der erste Jahrgang der Fachoberschule begann 2003.
Der Neubau des Campus Haus des lebenslangen Lernens wurde 2009  eröffnet. Die Schule bildet nun aus in den Bereichen Wirtschaft, Informatik, Mechatronik, Medizin, Ernährung, Hauswirtschaft und Körperpflege.

## Schulformen
(Quelle: )

### Berufliches Gymnasium
Im Beruflichen Gymnasium der Max-Eyth-Schule werden die Schwerpunkte  Biologietechnik, Informatik (Datenverarbeitung), Mechatronik und Wirtschaft angeboten. Schüler, die noch keine zweite Fremdsprache angefangen haben, lernen im Beruflichen Gymnasium Spanisch. 

### Fachoberschule
In der zweijährigen Fachoberschule (Form A) werden die Schwerpunkte Informatik  (Informationstechnik), Wirtschaftsinformatik, Maschinenbau, Chemisch/physikalische Technik, Wirtschaft und Verwaltung sowie Gesundheit angeboten. 
Schüler mit einer abgeschlossenen Berufsausbildung können die Fachhochschulreife mit den gleichen Schwerpunkten auch über die einjährige Fachoberschule (Form B) erreichen.

### Berufsschule
- Gewerblich-technische Berufsschule: Kfz-Mechatroniker
- Kaufmännische Berufsschule: Automobilkaufleute, Bürokaufleute, Kaufleute für Büromanagement, Einzelhandelskaufleute, Großhandelskaufleute, Industriekaufleute, Servicefahrer, Verkäufer
- Berufsfelder Gesundheit, Körperpflege: Medizinisch-technische Fachangestellte

### Berufsfachschule
Die Zweijährige Berufsfachschule: Setzt einen guten Hauptschulabschluss voraus und endet mit einem mittleren Abschluss. Sie wird mit den Fachrichtungen Wirtschaft und Verwaltung, Metalltechnik sowie Medizinisch-Technisch/Krankenpflegerisch angeboten.

### Berufsvorbereitende Bildungsgänge
In den berufsvorbereitenden Bildungsgängen wird Schülern der Übergang in weitere Bildungsgänge und Arbeitsverhältnisse erleichtert. Hierzu gehört das Berufsorientierungsjahr und das Berufsvorbereitungsjahr. 

### InteA
Das schulische Sprachförderprogramm InteA richtet sich an Seiteneinsteigerinnen und Seiteneinsteiger ohne hinreichende Deutschkenntnisse für eine Einschulung in die Bildungsgänge zur Berufsvorbereitung in einem Alter von 16 und 17 Jahren. Das angestrebte Ziel ist der Erwerb des Deutschen Sprachdiploms DSD 1 Pro und die damit einhergehende Vorbereitung auf eine sich anschließende Berufsausbildung. InteA ist keine eigene Schulform.

## Pädagogische Angebote

### Selbstlernzentrum
Im Selbstlernzentrum können Schüler seit dem Jahr 2009 an 42 Arbeitsplätzen Hausaufgaben erledigen und mit Mitschülern zusammen lernen. Die PC-Arbeitsplätze werden fächerübergreifend durch ein individuelles Lernangebot an E-Learning Software ergänzt. Ebenfalls befindet sich vor Ort eine Zweigstelle der Stadtbücherei Dreieich, die die Ausleihe der dortigen Medien ermöglicht.

### Internationale Beziehungen
Für Ausbildungsberufe sowie dem beruflichen Gymnasium unterhält die Max-Eyth-Schule Beziehungen zu Ausbildungseinrichtungen in den USA, Spanien und Malta.

### Sonstiges
Die Max-Eyth-Schule steht für eine moderne und vielfältige Bildung, die sowohl theoretisches Wissen als auch praktische Fähigkeiten vermittelt.
Die Schule legt großen Wert auf praxisnahe und internationale Bildung und wurde für ihr Engagement mehrfach ausgezeichnet. So erhielt das Naturgartenprojekt der Max-Eyth-Schule beim Wettbewerb „Deutschland summt“ einen Sonderpreis für Jugend und Bildung.